# Kaneye
Kaneye è un comune rurale del Mali facente parte del circondario di Goundam, nella regione di Timbuctù.